# Erik Lennart Karlsson
Erik Lennart Karlsson (* 25. November 1918 in Stenbrohult, Kronobergs län, Småland; † 9. Dezember 2001) war ein schwedischer Ökonom und Bankier in seinem Heimatland und im südlichen Afrika.

## Lebensweg
Karlsson wuchs in ärmlichen Verhältnissen auf. In den 1930er Jahren arbeitete er in Landwirtschaft, Industrie und Baugewerbe. Von 1939 bis 1952 war er für die schwedische Bahngesellschaft Statens Järnvägar tätig.
Nach dem Zweiten Weltkrieg besuchte Karlsson die Brunnsviks folkhögskola (Brunnsviks-Volkshochschule), eine Einrichtung der Erwachsenenbildung. Anschließend studierte er Soziologie an der Hochschule für Soziale Arbeit in Stockholm und der Universität Stockholm, wo er 1953 das „Socionomexamen“ bestand und 1957 seinen Bachelorabschluss („Filosofie kandidat“) machte. Parallel dazu forschte er im Bereich Wirtschaftspolitik und Preisstabilität. Von 1956 bis 1958 war er für das „Riksgäldskontoret“ (Landesschuldenamt) und von 1958 bis 1960 für das „Konjunkturinstitutet“ (Nationales Institut für Wirtschaftsforschung) tätig.
Karlsson arbeitete ab 1960 bei der Sveriges Riksbank, der Zentralbank von Schweden. 1967 ging er vorübergehend nach Washington, D.C., wo er zunächst beim International Monetary Fund (IMF) als technischer Assistent im Büro des Executive Director der nordischen Gruppe tätig war. Anschließend war er von 1968 bis 1971 der die nordischen Länder (Dänemark, Finnland, Island, Norwegen und Schweden) vertretende Executive Director bei der Weltbank. Danach kehrte er zur Sveriges Riksbank zurück, wo er von 1971 bis 1985 die Position eines Executive Director innehatte und dessen Vizedirektor er 1980 wurde.
Im Rahmen eines Projektes der schwedischen Entwicklungszusammenarbeit wurde Karlsson nach Lesotho versetzt, um dort eine Zentralbank aufzubauen. Am 9. November 1985 wurde Karlsson der dritte Gouverneur der Central Bank of Lesotho in Maseru. Er hatte das Amt bis zum 18. November 1988 inne.
Ab Mitte der 1980er Jahre bat die SWAPO als Befreiungsbewegung in Südwestafrika den schwedischen Ministerpräsidenten Olof Palme um Unterstützung beim Aufbau einer Zentralbank. Palme übergab das Mandat hierfür an Karlsson. Karlsson folgte Wouter Bernard 1991 im Amt des Gouverneurs der Bank of Namibia in Windhoek, Namibia. 1993 trat er von diesem zurück.
Mit Ende seiner Berufstätigkeit zog Karlsson nach Huddinge, wo er ein Buch über seine Erlebnisse in den 1930er und 1940er Jahren schrieb. Es erschien 2002 posthum unter dem Titel Mitt möte med nazismen (dt. Meine Begegnung mit dem Nationalsozialismus).
Karlsson heiratete 1953 und war Vater von fünf Söhnen. Er starb 2001 im Alter von 83 Jahren. Sein Grab befindet sich auf dem Friedhof in Norra Möckleby (Gemeinde Mörbylånga).